# Ulf Rettig
Ulf Rettig (ur. 9 grudnia 1961; zm. 1 stycznia 1986) – wschodnioniemiecki judoka.
Zajął piąte miejsce na mistrzostwach świata w 1981. Brązowy medalista mistrzostw Europy w 1981. Mistrz NRD w 1982 i 1984 roku.